# Луций Антоний Алб
Луций Антоний Алб (на латински: Lucius Antonius Albus) e сенатор на Римската империя през началото на 2 век.
През 102 г. Алб е суфектконсул заедно с Марк Юний Хомул.
Луций Антоний Алб е баща на Луций Антоний Алб (суфектконсул 132 г.).